# Літературні резиденції в Україні
Літературна резиденція — творча практика, один із видів культурних резиденцій; фізичний простір, який надають письменниками, перекладачам, поетам, драматургам для знайомства з місцевою літературною спільнотою і написання там свого літературного твору. Додатковими елементами можуть бути стипендія чи список рекомендованих подій для відвідування. Такі резиденції можуть бути письменницькими, перекладацькими, поетичними, репортажистськими, дослідницькими. Тривають від кількох тижнів до року, та найчастіше робота в такому форматі триває від місяця до пів року.

## Станіславський феномен
«Станіславський феномен» вважається[ким?] першою в Україні сучасною літературною резиденцію для молодих письменників, її було створено в 2013 році у Івано-Франківську[джерело?]. Метою проекту було поширення літературної європейської практики для україномовних авторів. Проект було спрямовано на вирішення низки актуальних проблем: відкриття та підтримки молодих талантів у літературі; створення нових текстів; сприяння обміну досвідом між генераціями письменників; популяризацію гостинного бренду міста Івано-Франківськ; самоствердження міської громади та літературної еліти. З часу створення до 2017 року в резиденції побували багато письменників-початківців, серед яких Олена Герасим'юк, Назарій Заноз, Роман Чихарівський, Катерина Гладка, Олександр Коба. Твори учасників було видано окремою книжкою «Станіславський феномен. Принагідні гості». В рамках резиденції, літератори реалізували документальний проект «Втрачений Івано-Франківськ» про зруйновані місця міста, їх історію, теперішніх мешканців та сьогодення. У 2017 році організаторам «Станіславського феномену» не вдалося зібрати суму, необхідну для проведення чергової резиденції, тому резиденція тимчасово припинила свою діяльність.

## Meridian Czernowitz
У березні 2013 року Чернівці відвідав перший резидент за стипендіальною програмою, яку організувала Міжнародна літературна корпорація Meridian Czernowitz. Резиденцію було створено для поетів і перекладачів з української мови або ж на українську. Серед можливостей стипендіатів — упродовж чотирьох тижнів жити й працювати у квартирі-резиденції в центрі Чернівців, брати участь у прес-конференціях, творчих вечорах, воркшопах та зустрічах із студентами, письменниками, екскурсіях тощо. Учасникам виплачувалася стипендія та відшкодовувалися дорожні витрати. Допоки резиденція діяла, її відвідали як закордонні гості, так і українські літератори. Зокрема, в резиденції Meridian Czernowitz побували Юрій Андрухович, Катерина Бабкіна та Ірена Карпа. Ця резиденція проіснувала до 2015 року.

## Карпатська літературна резиденція
Карпатська літературна резиденція — сталий осередок, який від 2017 року щорічно приймає письменників, перекладачів, культурних менеджерів та дослідників літератури. Резиденція виникла зі спільного задуму готельєрки Олени Созанської та письменника Богдана Коломійчука. Проект заснований на базі готельно-відпочинкового комплексу «ТАОР-Карпати» (Львівська обл., Турківський район, с. Ластівка).  Метою проекту є сприяння міжкультурному діалогу та творчій взаємодії митців літературної сфери, надаючи сприятливі умови для творчості та співпраці учасникам-резидентам. У 2017 і 2018 роках резиденція фокусувалась на співпраці досвідчених і молодих митців, взаємообміну досвідом і консультуванні щодо творчих проектів. У 2019 фокусною темою стала співпраця автора і перекладача як інструмент популяризації української літератури закордоном. У 2021 році Карпатська літературна резиденція відбувалась за підтримкиУкраїнського культурного фонду з акцентом на освітній програмі та максимальній популяризації проекту. У рамках стратегії промотування Карпатського регіону було обрано нову локацію — готель «Карпатський затишок» (Львівська обл., смт. Славське). Гостями резиденції стали 8 досвідчених письменників і 8 початківців. За час існування проекту резидентами-письменниками були Юрій Винничук, Тетяна Терен, Павло Матюша, Олеся Яремчук, Олександр Михед, Олександр Ірванець, Наталя Сняданко, Вахтанґ Кебуладзе, Ірина Шувалова, Ірина Даневська, Галина Ткачук, Галина Крук, Bandy Sholtes (Андрій Шолтес), Андрій Любка, Анастасія Левкова. У проекті також брали участь автори-початківці (Дмитро Безверхній, Христина Шалак, Ольга Лисак, Сергій Лущик, Лариса Майборода, Катерина Бортняк, Катерина Девдера, Ольга Сидоренко, Юлія Джугастрянська, Софія Волковецька, Ната Коваль, Марія Титаренко, Люба-Параскевія Стринадюк, Дарина Попіль, Владислав Івченко), перекладачі (Марія Вайсенбьок, Катя Газукіна, Наталя Іваничук) та культурні менеджери (Ричард Купідура, Ірина Вікирчак).

## Харківська літературна резиденція
Харківська літературна резиденція була заснована Українським ПЕН 2018 року з метою розвитку української літератури і книжкового середовища, популяризації читання, промоції культури Харкова в Україні та світі. Учасники резиденції отримують можливість впродовж місяця мешкати в Харкові для роботи над власним твором, а також для знайомства з містом — його культурою, історією, людьми. У перші два роки свого існування резиденція проводилась за підтримки Харківської обласної державної адміністрації. За цей час резидентами стали письменники Люба-Параскевія Стринадюк, Любко Дереш, Міхаель Целлер (Німеччина), Катерина Калитко, а також перекладачка Ярослава Стріха. Відбір учасників резиденції проводить журі у складі письменників/ць, членів Українського ПЕН. До складу журі у 2018 році входили Сергій Жадан, Галина Крук, Іван Андрусяк, Оля Гнатюк та Андрій Курков. У 2020 році проект був реалізований за підтримки Українського культурного фонду. Учасники Харківської літературної резиденції-2020 були прозаїк Максим Беспалов, перекладачка Тетяна Родіонова, прозаїк Банди Шолтес і перекладач Юрій Матевощук. Проект реалізується за організаційної підтримки Харківського Літературного Музею. Усі учасники резиденції отримують стипендію, в яку включені витрати на проїзд, харчування та проживання в Харкові протягом місяця. У 2020 році Харківська літературна резиденція отримала в постійне користування квартиру Петра Лісового в будинку «Слово», що дало можливість приймати авторів протягом цілого року. Новий проект Харківська резиденція «Слово» став логічним розвиток попередньої Харківської літературної резиденції. За попереднім планом до російського вторгнення в Україну у 2022 році резиденцію у січні мала б відвідати письменниця Оксана Забужко, критикиня Дарія Бадьйор, режисерка Вірляна Ткач, акторка та композиторка Мар'яна Садовська, поет Тім Постовіт, американська історикиня та дослідниця Мейгіл Фаулер, музикант Юрій Гуржи, французька акторка і режисерка Одрі Роуз і єгипетський дослідник Самір Манді.

## Літературна резиденція «Місто натхнення»
У 2021 році з нагоди 150-ї річниці від Дня народження Лесі Українки управління туризму та промоції міста Луцької міської ради спільно з творчою агенцією «Баляндраси» (м. Київ) організувало першу у Луцьку літературної резиденції «Місто натхнення», яка тривала 5 тижнів. Першими резидентами стали українські письменники: Оксана Забужко, Катерина Калитко, Мирослав Лаюк, Макс Кідрук, Любко Дереш. Мета цієї резиденції — популяризація Луцька та його міських просторів  як мистецького осередку, а також міста європейського культурного контексту.